# Chiesa di Sant'Egidio (Langley Burrell Without)
La chiesa di Sant'Egidio (in inglese Church of St Giles) è la chiesa anglicana che si trova nella frazione di Kellaways del villaggio di Langley Burrell, nella parrocchia civile di Langley Burrell Without, contea del Wiltshire nel Sud Ovest dell'Inghilterra, Regno Unito. Il luogo di culto risale al XIX secolo anche se la sua storia inizia quattro secoli prima, rientra nella diocesi di Bristol ed è considerato un monumento classificato di seconda categoria per il suo particolare interesse storico e architettonico.

## Storia

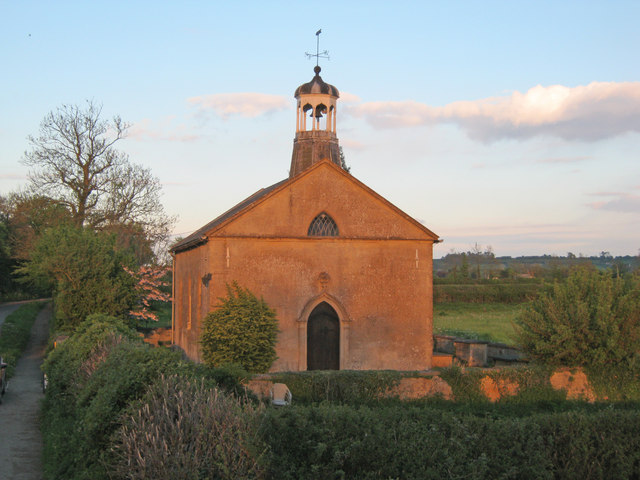
Estremità occidentale della chiesa

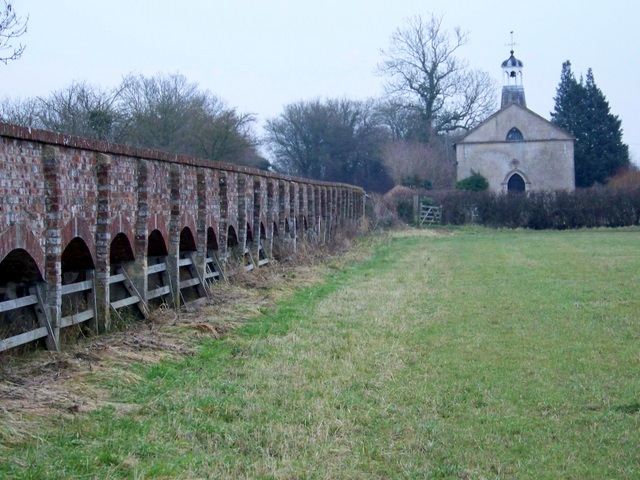
Strada rialzata di Maud Heath a Kellaways, nel tratto accanto alla chiesa di Sant'Egidio

Il primo luogo di culto a Kellaways fu la cappella di Sant'Egidio, costruita entro il 1304 come cappella privata dalla famiglia Keylways. Il primo rettore di cui si ha notizia fu Edmund di Tytherton nello stesso anno 1304. Il patrono era Johnnes de Calleway e la famiglia Calloway ne mantenne il patronato, con alcuni altri nomi che si alternarono, fino al 1429. Successivamente divenne la chiesa parrocchiale di Tytherton Kellaways (come al tempo era chiamato Kellaways) e per secoli la scelta del suo rettore ricadde sul proprietario della tenuta locale. Nel XVII secolo la popolazione locale tentò, senza successo, di unire Tytherton Kellaways con Tytherton Lucas per formare un'unica parrocchia, e in tale occasione scelse come propria chiesa parrocchiale San Nicola di Tytherton Lucas. Il rettore di Sant'Egidio era generalmente mal pagato quindi il titolare si trovava spesso a dover gestire molte altre parrocchie. Durante il XVIII secolo il governo elargì sovvenzioni in denaro per investimenti, in modo da concedere al rettore di Tytherton Kellaways una miglior retribuzione anche se a fini pratici il provvedimento non ebbe le conseguenze volute. Questa antiva chiesa aveva una pianta semplice e comprendeva una piccola navata con un unico portale e due finestre. Si trovava accanto al mulino di Kellaways e, forse a causa della vicinanza al corso d'acqua che alimentava il mulino, la chiesa era spesso infestata da parassiti e soggetta ad allagamenti. Questo la rendeva umida e pericolosa per la salute dei fedeli che la frequentavano. Nel 1754 venne descritta in uno stato di enorme degrado e nel 1786 fu registrata come distrutta. Nel 1803 William Boucher scrisse: "La chiesa di Kellaways nel suo stato attuale è più simile a una baracca che a qualsiasi altra cosa". Una leggenda narra di un'infestazione di topi che scorrazzavano durante le funzioni religiose ricordando Hamelin. In quegli stessi anni iniziarono i lavori per la costruzione di una nuova chiesa sul lato opposto della strada, in una posizione più comoda e sicura. Il nuovo edificio fu finanziato da donazioni e costruito con le stesse dimensioni della chiesa precedente. Fu terminata nel febbraio del 1805, sebbene la consacrazione avvenne solo nel 1808. La vecchia struttura fu demolita e i materiali furono utilizzati per costruire un muro attorno al nuovo cimitero. Da allora la chiesa è rimasta pressoché invariata. La via d'accesso alla chiesa fu migliorato tra il 1811 e il 1812 con la costruzione di una strada rialzata che attraversavae il fiume Avon e la pianura alluvionale, grazie ai fiduciari di Maud Heath, che si occupano del sentiero di 4,5 miglia da Chippenham a Wick Hill fino dall'atto di donazione originale del 1474. I resoconti dei custodi della chiesa sono sopravvissuti solo a partire dalla Pasqua del 1811. Tra Natale del 1833 e Pasqua del 1834, la porta e il cancello della chiesa furono dipinti. Sembra che in quel periodo si sia verificato anche un problema di rottura delle finestre, poiché queste furono riparate nel 1833 e nel 1835. Un catenaccio venne fissato al cancello del cimitero entro il 1832.

## Descrizione
L'English Heritage ha inserito dal 20 dicembre 1960 la chiesa di Sant'Egidio di Kellaways (Langley Burrell) tra gli edifici storici come monumento classificato di seconda categoria col numero 1022353. La chiesa appartiene alla diocesi di Bristol.

### Esterni
La chiesa si trova nella frazione di Kellaways del villaggio di Langley Burrell, nella parrocchia civile di Langley Burrell Without, contea del Wiltshire nel Sud Ovest dell'Inghilterra, Regno Unito. Kellaways, in passato, era noto anche come Tytherton Kellaways. La chiesa è piuttosto isolata dalle abitazioni e vicina alla strada e al sentiero Maud Heath's Causeway. Il muro della chiesa risale all'inizio del XIX secolo e potrebbe essere contemporaneo alla chiesa. Nelle vicinanze si trova la casa del proprietario dello storico mulino, risalente al 1800 circa. La piccola chiesa è stata edificata in pietra. Il portale occidentale a sesto acuto presenta una cornice a ogiva. L'estremità occidentale presenta un portale a sesto acuto con stipite gotico a pilastri, calotta ogivale e pinnacolo sferico, oltre a una luce a punta nel timpano. L'estremità orientale presenta una singola finestra a sesto acuto che interrompe la base del timpano. La coperta del tetto è a spiovente e rifinita in ardesia. Il campanile ottagonale sul tetto è in legno con cimasa ogivale in piombo.

### Interni
La sala è di dimensioni contenute, composta da una sola navata centrale con arredi e divisa in tre campate. La luce arriva da tre finestre a sesto acuto. La copertura del soffitto è in legno, come i banchi. Il pulpito è del XVIII secolo con fregio e baldacchino. Il fonte battesimale è ottagonale a pannelli in pietra su base pure in pietra, probabilmente risale al XVIII secolo. Pulpito e fonte battesimale presumibilmente provengono dalla chiesa precedente. La galleria occidentale e i banchi a cassetta furono rimossi alla fine del XIX secolo.